# 文棟柱 (野球)
文 棟柱（ムン・ドンジュ、朝鮮語: 문동주、2003年12月23日 - ）は、大韓民国の光州広域市出身のプロ野球選手（投手）。右投右打。KBOリーグのハンファ・イーグルス所属。

## 経歴

### プロ入り前
光州振興高等学校で2年生の時に投手へ転向。最速154km/hの速球を計測して注目を集め、光州東城高等学校の金倒永と共に、起亜タイガースの1次ドラフト指名候補とされた。
2022年の新人ドラフトにて、起亜は1次ドラフトで金を指名。自身は同じく1次ドラフトでハンファ・イーグルスに指名されて入団した。

### ハンファ時代
2022年5月10日のLGツインズ戦で救援登板してデビューした。同月18日のサムスン・ライオンズ戦でプロ初ホールドを記録した。6月9日の斗山ベアーズ戦で初先発登板し、4回4失点で敗戦投手となった。この試合後に右肩腱板部分断裂および血腫と診断され、離脱した。その後復帰し、10月3日のSSGランダース戦で5回4失点ながらプロ初勝利を記録した。
2023年4月12日の起亜戦でプロ初のクオリティ・スタートに加え、自己最速となる160km/hを計測した。シーズン途中に開催されたアジア競技大会の韓国代表に選出されて優勝し、兵役を免除された。また、シーズン終了後にはアジア プロ野球チャンピオンシップの韓国代表に選出された。

## 詳細情報

### 年度別投手成績
| 年 度    | 球 団    | 登 板 | 先 発 | 完 投 | 完 封 | 無 四 球 | 勝 利 | 敗 戦 | セ 丨 ブ | ホ 丨 ル ド | 勝 率 | 打 者 | 投 球 回 | 被 安 打 | 被 本 塁 打 | 与 四 球 | 敬 遠 | 与 死 球 | 奪 三 振 | 暴 投 | ボ 丨 ク | 失 点 | 自 責 点 | 防 御 率 | W H I P |
| -------- | -------- | ----- | ----- | ----- | ----- | -------- | ----- | ----- | -------- | ----------- | ----- | ----- | -------- | -------- | ----------- | -------- | ----- | -------- | -------- | ----- | -------- | ----- | -------- | -------- | ------- |
| 2022     | ハンファ | 13    | 4     | 0     | 0     | 0        | 1     | 3     | 0        | 2           | .250  | 127   | 28.2     | 28       | 5           | 14       | 0     | 1        | 36       | 2     | 1        | 19    | 18       | 5.65     | 1.47    |
| 2023     | ハンファ | 23    | 23    | 0     | 0     | 0        | 8     | 8     | 0        | 0           | .500  | 503   | 118.2    | 113      | 6           | 42       | 0     | 4        | 95       | 5     | 1        | 52    | 49       | 3.72     | 1.31    |
| 2024     | ハンファ | 21    | 21    | 0     | 0     | 0        | 7     | 7     | 0        | 0           | .500  | 502   | 111.1    | 148      | 14          | 38       | 1     | 4        | 96       | 8     | 1        | 64    | 71       | 5.17     | 1.67    |
| KBO：4年 | KBO：4年 | 57    | 48    | 0     | 0     | 0        | 16    | 18    | 0        | 2           | .471  | 1132  | 258.2    | 289      | 25          | 94       | 1     | 9        | 227      | 15    | 3        | 131   | 142      | 4.56     | 1.48    |

- 2024年度シーズン終了時

### 表彰
KBO
- 新人王（2023年）

### 背番号
- 1（2022年 - ）

### 代表歴
- 2023年 アジア競技大会 韓国代表
- 2023年 アジア プロ野球チャンピオンシップ 韓国代表